# James Remar
William James Remar (Boston, 1953. december 31. –) amerikai színész.
Legismertebb szerepei Ajax – Harcosok (1979), Albert Ganz – 48 óra (1982), Holland Schultz – Gengszterek klubja (1984), Jack Duff – Csoda New Yorkban (1994), Richard – Szex és New York (2002–2004), valamint Harry Morgan, a Dexter címszereplőnek édesapja (2006–2013). 2009 óta a Lexus luxusautók hirdetéseinek narrátoraként dolgozik. Remar New Yorkban a Neighborhood Playhouse School of the Theatre-ben tanult színészetet.
Újabb televíziós szerepei közé tartozik Frank Gordon a Gotham (2016–19), valamint Peter Gambi a Fekete Villám (2018–2021) című sorozatokban.

## Pályafutása
Remar filmkarrierjének nagy részét gazember szerepekben töltötte. Az erőszakos és szexuálisan agresszív karaktert, Ajaxot alakította Harcosok (1979) című kultuszfilmben, valamint a gyilkos szociopatát, Albert Ganzet a 48 óra (1982) akcióvígjátékban. Mindkét filmet Walter Hill rendezte.

## Filmográfia

### Film
| Év   | Magyar cím                         | Eredeti cím                        | Szerep                                         | Magyar hang            |
| ---- | ---------------------------------- | ---------------------------------- | ---------------------------------------------- | ---------------------- |
| 1978 | Az udvaron                         | On the Yard                        | Larson                                         |                        |
| 1979 | Harcosok                           | The Warriors                       | Ajax                                           | Rajkai Zoltán          |
| 1979 |                                    | Blond Poison                       | Eric Leeder                                    |                        |
| 1980 | Portyán                            | Cruising                           | Gregory                                        | Mikula Sándor          |
| 1980 | Jesse James balladája              | The Long Riders                    | Sam Starr                                      |                        |
| 1980 | Széljáró                           | Windwalker                         | Windwalker fiatalon                            |                        |
| 1982 | Partnerek                          | Partners                           | Edward K. Petersen                             |                        |
| 1982 | 48 óra                             | 48 Hours                           | Albert Ganz                                    | Jakab Csaba            |
| 1982 | 48 óra                             | 48 Hours                           | Albert Ganz                                    | Haás Vander Péter      |
| 1984 | Gengszterek klubja                 | The Cotton Club                    | Dutch Schultz                                  | Kőszegi Ákos           |
| 1986 | A Barlangi Medve népe              | The Clan of the Cave Bear          | Creb                                           | eredeti nyelven        |
| 1986 | Kezesbanda                         | Band of the Hand                   | Nestor                                         |                        |
| 1986 | Hidegvér                           | Quiet Cool                         | Joe Dylanne rendőr                             | Forgács Péter          |
| 1987 | Bérelj zsarut!                     | Rent-A-Cop                         | táncos                                         | Sztarenki Pál          |
| 1987 | Bérelj zsarut!                     | Rent-A-Cop                         | táncos                                         | Rosta Sándor           |
| 1987 | Bérelj zsarut!                     | Rent-A-Cop                         | táncos                                         | Király Attila          |
| 1989 | Álomcsapat                         | The Dream Team                     | Gianelli                                       | Rosta Sándor           |
| 1989 |                                    | Zwei Frauen                        | Charly                                         |                        |
| 1989 | A gyógyszertári cowboy             | Drugstore Cowboy                   | Gentry                                         | Faragó József          |
| 1990 | Történetek a sötét oldalról        | Tales from the Darkside: The Movie | Preston ("Lover's Vow" szegmens)               | Jakab Csaba            |
| 1991 | Fehér Agyar                        | White Fang                         | Beauty Smith                                   | Széles László          |
| 1991 | Bilincsbe verve                    | Wedlock                            | Sam                                            | Sinkovits-Vitay András |
| 1991 | Bilincsbe verve                    | Wedlock                            | Sam                                            | Schnell Ádám           |
| 1992 |                                    | Die Tigerin                        | Andrei                                         |                        |
| 1993 | Végzetes ösztön                    | Fatal Instinct                     | Max Shady                                      | Csankó Zoltán          |
| 1993 | Szemfényvesztés                    | Blink                              | Thomas Ridgely                                 | Haás Vander Péter      |
| 1994 |                                    | Confessions of a Hitman            | Bruno Serrano                                  |                        |
| 1994 | Reneszánsz ember                   | Renaissance Man                    | Tom Murdoch százados                           | Bognár Zsolt           |
| 1994 | Csoda New Yorkban                  | Miracle on 34th Street             | Jack Duff                                      | Cseke Péter            |
| 1995 | Terápia                            | The Surgeon                        | Dr. Benjamin Hendricks                         |                        |
| 1995 | Bárhol, bármit, bármikor           | Boys on the Side                   | Alex                                           | Szabó Sipos Barnabás   |
| 1995 |                                    | Across the Moon                    | Csörgőkígyó Jim                                |                        |
| 1995 | Dredd bíró                         | Judge Dredd                        | Block Warlord Monroe (stáblistán nem szerepel) | Varga Tamás            |
| 1995 | Vad Bill                           | Wild Bill                          | Donnie Lonigan                                 | Fülöp Zsigmond         |
| 1996 | Váratlan fordulat                  | One Good Turn                      | Simon Jury                                     | Rosta Sándor           |
| 1996 | A kalandor                         | The Quest                          | Maxie Devine                                   | Vass Gábor             |
| 1996 | A fantom                           | The Phantom                        | Quill                                          | Trokán Péter           |
| 1996 | Robot harcosok                     | Robo Warriors                      | Ray Gibson                                     | Szabó Sipos Barnabás   |
| 1996 | Robot harcosok                     | Robo Warriors                      | Ray Gibson                                     | Zámbori Soma           |
| 1997 |                                    | Born Bad                           | Larabee seriff                                 |                        |
| 1997 | Mortal Kombat 2. – A második menet | Mortal Kombat: Annihilation        | Lord Raiden                                    | Orosz István           |
| 1998 | Psycho                             | Psycho                             | járőr                                          | F. Nagy Zoltán         |
| 1999 |                                    | Rites of Passage                   | Frank Dabbo                                    |                        |
| 2000 | A halál két arca                   | Blowback                           | John Matthew Whitman / Schmidt                 | Szakácsi Sándor        |
| 2000 | Temetetlen múlt                    | What Lies Beneath                  | Warren Feur                                    | Borbiczki Ferenc       |
| 2000 | Kommandóbázis 2.                   | The Base 2: Guilty as Charged      | Strauss alezredes                              | Rajhona Ádám           |
| 2000 | Hellraiser 5. – A pokol démonjai   | Hellraiser: Inferno                | Dr. Paul Gregory                               | Megyeri János          |
| 2000 |                                    | Double Frame                       | Tim Follett nyomozó                            |                        |
| 2001 | A kiválasztott                     | Guardian                           | Carpenter nyomozó                              |                        |
| 2001 | A halál tompa hangja               | Dying on the Edge                  | Jackie James                                   |                        |
| 2003 |                                    | Fear X                             | Peter                                          |                        |
| 2003 | Hitszegők társasága                | Betrayal                           | Alex Tyler                                     | Haás Vander Péter      |
| 2003 | Halálosabb iramban                 | 2 Fast 2 Furious                   | Markham ügynök                                 | Csernák János          |
| 2003 | Jószomszédi iszony                 | Duplex                             | Chick                                          | Varga Tamás            |
| 2003 |                                    | Down with the Joneses              | Vic                                            |                        |
| 2004 | Szüzet szüntess                    | The Girl Next Door                 | Hugo Posh                                      | Jakab Csaba            |
| 2004 | Penge – Szentháromság              | Blade: Trinity                     | Ray Cumberland                                 | Rosta Sándor           |
| 2007 | L’ecsó                             | Ratatouille                        | Larousse (hangja)                              |                        |
| 2008 | Ananász expressz                   | Pineapple Express                  | Bratt tábornok                                 | Varga Tamás            |
| 2009 | A túlvilág szülötte                | The Unborn                         | Gordon Beldon                                  | Beratin Gábor          |
| 2009 |                                    | 2B                                 | Tom Mortlake                                   |                        |
| 2009 |                                    | Endless Bummer                     | Sam Kramer                                     |                        |
| 2010 |                                    | Gun                                | Rogers nyomozó                                 |                        |
| 2010 | RED                                | Red                                | Gabriel Singer                                 | Rosta Sándor           |
| 2011 |                                    | The FP                             | narrátor (hangja)                              |                        |
| 2011 | X-Men: Az elsők                    | X-Men: First Class                 | Amerikai tábornok                              | Zöld Csaba             |
| 2011 | Transformers 3.                    | Transformers: Dark of the Moon     | Csatár (hangja)                                | Katona Zoltán          |
| 2011 | Felültetve                         | Setup                              | William Long                                   | Fazekas István         |
| 2011 | Aréna                              | Arena                              | Sam McCarty ügynök / Sam Lord                  | Csuha Lajos            |
| 2011 |                                    | All Superheroes Must Die           | Rickshaw                                       |                        |
| 2012 | Django elszabadul                  | Django Unchained                   | Ace Speck, Butch Pooch                         | Kőszegi Ákos           |
| 2013 | Szarvak                            | Horns                              | Derrick Perrish                                | Törköly Levente        |
| 2014 | Meghurcolva                        | Persecuted                         | John Luther                                    | Rosta Sándor           |
| 2014 |                                    | Lap Dance                          | Patrick Moore                                  |                        |
| 2015 |                                    | The Blackcoat's Daughter           | Bill                                           |                        |
| 2015 |                                    | Eden                               | DaFoe edző                                     |                        |
| 2015 |                                    | Unnatural                          | Martin Nakos                                   |                        |
| 2015 |                                    | Papa: Hemingway in Cuba            | Santo Trafficante Jr.                          |                        |
| 2016 |                                    | Decommissioned                     | David Marino                                   |                        |
| 2016 |                                    | The Dog Lover                      | Daniel Holloway                                |                        |
| 2016 | A bátrak háborúja                  | USS Indianapolis: Men of Courage   | William S. Parnell admirális                   | Imre István            |
| 2017 |                                    | The Night Watchman                 | Randall                                        |                        |
| 2017 |                                    | Feed                               | Tom                                            |                        |
| 2018 | Halálos száguldás                  | Speed Kills                        | Meyer Lansky                                   | Jakab Csaba            |
| 2018 |                                    | All You Ever Wished For            | Gordon Hutton                                  |                        |
| 2019 | Volt egyszer egy Hollywood         | Once Upon a Time in Hollywood      | "Rusnya Bagoly" Hoot                           | Jakab Csaba            |
| 2020 |                                    | Dead Reckoning                     | Cantrell ügynök                                |                        |
| 2022 | Noel naplója                       | The Noel Diary                     | Scott Turner                                   | Kőszegi Ákos           |
| 2023 | Oppenheimer                        | Oppenheimer                        | Henry Stimson                                  | Ujréti László          |
| 2023 |                                    | Glowzies                           | Darlus                                         |                        |
| 2024 | Megalopolisz                       | Megalopolis                        | Charles Cothope                                |                        |
| 2024 |                                    | Drugstore June                     | Arnold                                         |                        |
| 2024 | Transformers Egy                   | Transformers One                   | Zéta Fővezér (hangja)                          | Bordás János           |

### Videójátékok
| Év   | Cím                                            | Szerep                                   |
| ---- | ---------------------------------------------- | ---------------------------------------- |
| 2005 | The Warriors                                   | Ajax                                     |
| 2010 | Batman: The Brave and the Bold – The Videogame | Kétarc                                   |
| 2011 | Killzone 3                                     | Jason Narville kapitány                  |
| 2014 | Destiny                                        | Hideo végrehajtó, Új Monarchia kereskedő |
| 2017 | Destiny 2                                      | Hideo végrehajtó                         |